# Katuniszte
Katuniszte (bułg. Катунище) – wieś w Bułgarii, w obwodzie Sliwen, w gminie Koteł. Według danych szacunkowych Ujednoliconego Systemu Ewidencji Ludności oraz Usług Administracyjnych dla Ludności, 15 czerwca 2020 roku miejscowość liczyła 25 mieszkańców.